# 1-й провулок Чехова (Мелітополь)
1-й провулок Чехова — провулок в Мелітополі на Червоній Гірці. Йде від вулиці Чехова до вулиці Олеся Гончара.

## Назва
Провулок названий на честь російського письменника Антона Чехова.
Поруч знаходяться вулиця Чехова і 2-й провулок Чехова.

## Історія
Перша відома згадка провулка датується 11 жовтня 1933 року.